# Edmundo Alves de Souza Neto
Edmundo Alves de Souza Neto (sinh ngày 2 tháng 4 năm 1971) là một cầu thủ bóng đá người Brasil.

## Đội tuyển bóng đá quốc gia
Edmundo thi đấu cho đội tuyển bóng đá quốc gia Brasil từ năm 1992 đến 2000.

## Thống kê sự nghiệp
| Đội tuyển bóng đá Brasil | Đội tuyển bóng đá Brasil | Đội tuyển bóng đá Brasil |
| Năm                      | Trận                     | Bàn                      |
| ------------------------ | ------------------------ | ------------------------ |
| 1992                     | 4                        | 1                        |
| 1993                     | 5                        | 1                        |
| 1994                     | 0                        | 0                        |
| 1995                     | 12                       | 5                        |
| 1996                     | 1                        | 0                        |
| 1997                     | 5                        | 2                        |
| 1998                     | 8                        | 1                        |
| 1999                     | 0                        | 0                        |
| 2000                     | 2                        | 0                        |
| Tổng cộng                | 37                       | 10                       |